# Plácido Álvarez-Buylla González-Alegre
Plácido Álvarez-Buylla González-Alegre (Oviedo, 23 de febrero de 1864-Oviedo, 20 de mayo de 1956). Militar español.

## Biografía
Cursó estudios en la Academia de Artillería de Segovia donde se graduó con el número uno de su promoción. Además obtuvo en dicha Academia el título de Ingeniero Industrial.
Presidió en 1923 el Gobierno Militar y Civil de Huesca. Su último destino como militar lo desempeñó como director de la Fábrica de Armas de Oviedo donde potenció la Escuela de Artes y Oficios de la empresa y emprendió estudios sobre fabricación de vehículos de transporte. Se jubiló con el cargo de general en 1926.
Paralelamente a su vida militar ejerce una creciente actividad empresarial siendo director gerente de diversas sociedades como la Sociedad Industrial Asturiana y la Azucarera de Pravia. En 1922 interviene en la creación del Tranvía Central de Asturias de la que será gerente en dos etapas diferentes.
Pero es en su faceta cultural y social donde Plácido Álvarez-Buylla González-Alegre es más conocido. En 1913 fue cofundador del Real Automóvil Club de Asturias del que fue primer vicepresidente gerencial, pero destaca sobre todo el haber sido cofundador de la Sociedad Filarmónica de Oviedo en 1907 del que fue secretario-gerente y a la temprana muerte del primer presidente de la Sociedad, Rafael Zamora y Pérez de Urría en 1908, presidente de la misma, cargo que ocuparía durante 48 años hasta su fallecimiento en 1956, haciendo de la Sociedad durante su mandato un referente cultural de la ciudad de Oviedo.